# Костёл Святого Георгия (Кедайняй)
Костёл Святого Георгия — католический храм в городе Кедайняй (Кейданы) в Литве.

## История
Предположительно, костёл св. Георгия в Кедайняй был построен в последней четверти XV — начале XVI веков, впервые упоминается в 1523 году. В 1560 году католический храм был передан протестантской (кальвинистской) общине, и к главному фасаду была пристроена колокольня с ренессансными строительными элементами. В 1627 году был возвращён католикам.
В 1655 году в храме был совершен молебен в честь подписания унии Великого княжества Литовского со Швецией (Кейданская уния). В 1662 году он был переосвящён. Во время ремонта 1758 года были изменены окна боковых фасадов. В 1839—1840 годах фасады строения были отреставрированы, крыша покрыта черепицей.
В 1918 году к боковым фасадам вместо пилястр были добавлены новые контрфорсы, в 1928 году крышу заменили жестяной.

## Архитектура

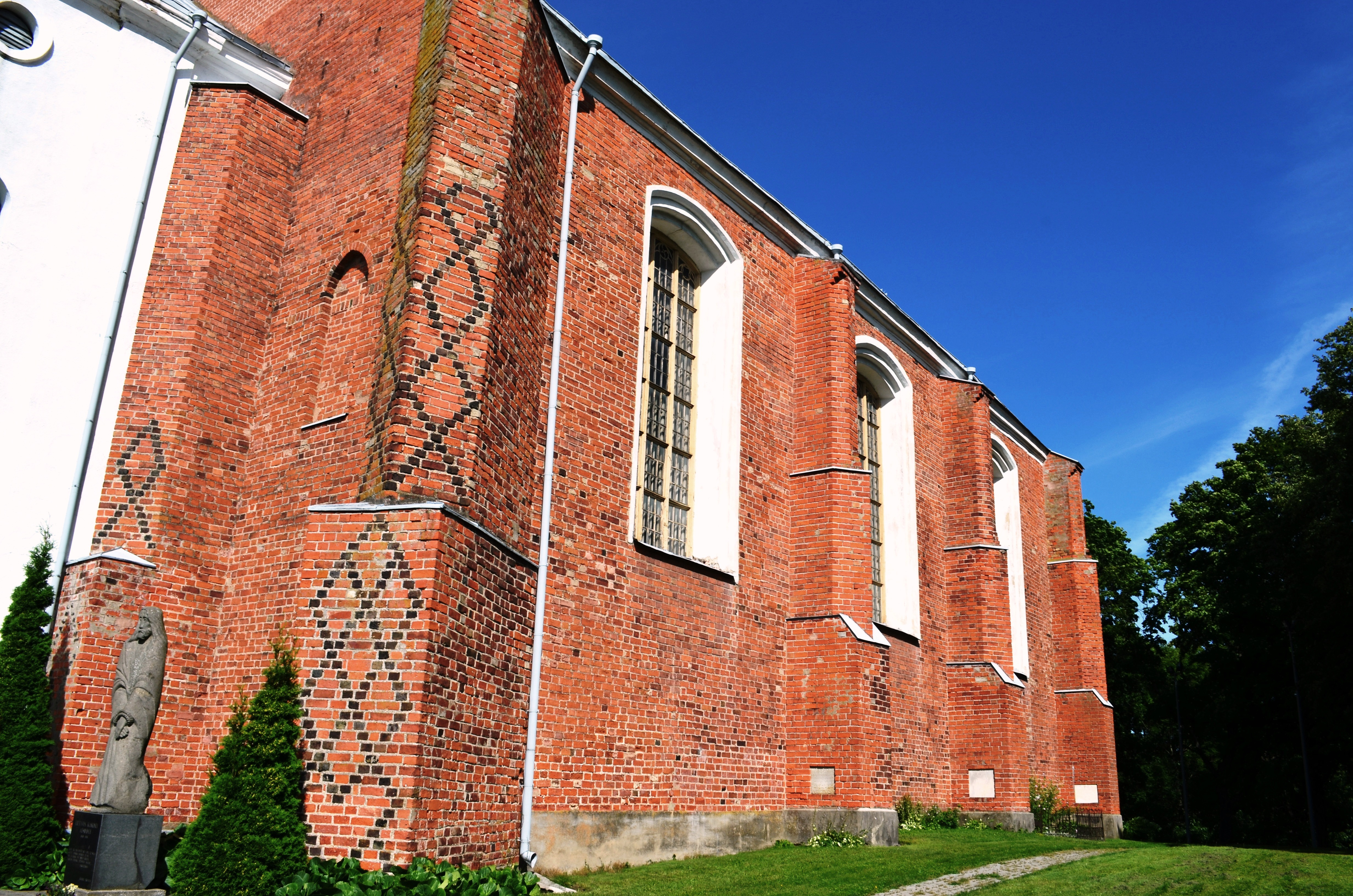
Боковой фасад

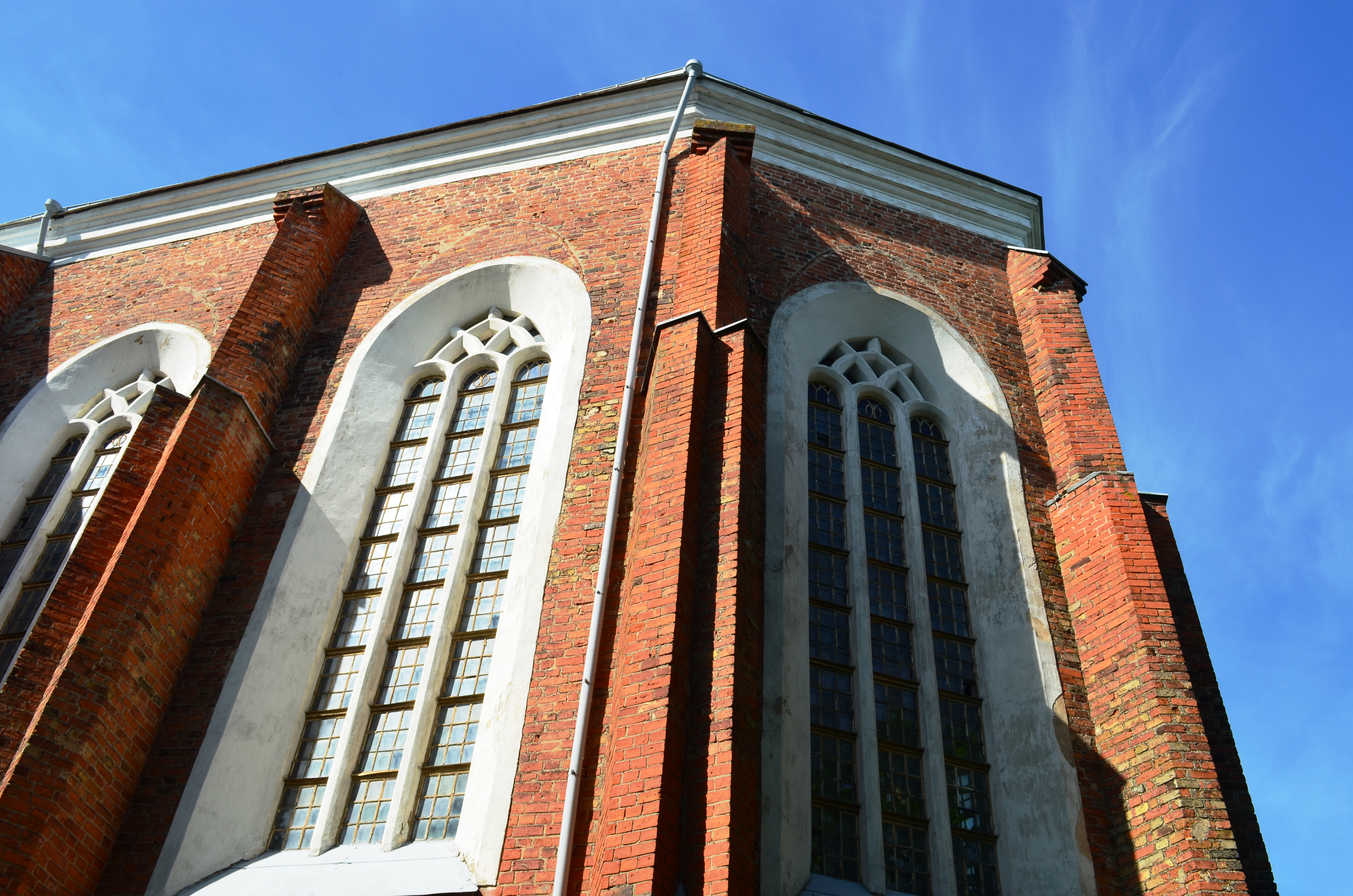
Апсида

Церковь построена из кирпича в стиле готической кладки. Первоначальная форма фронтонов строения неизвестна. Каждый неф имеет собственную крышу. В общем плане здание близко к квадрату, разделённому 4-мя опорными столбами на 3 нефа. Главный неф выше боковых. Его высоту определяет размер пресвитерия, требующий соответствующих объёмов помещения.
Алтарная часть завершается многоугольной апсидой. Окна боковых фасадов и пресвитерия перекрыты полукруглыми перемычками. Первоначально ризница, вероятно, была меньше, а её восточная часть была пристроена позже. В своём окончательном виде храм представляет собой псевдобазилику, хотя изначально планировался и строился как зальное здание. Интерьеры покрыты плоским деревянным потолком на балках. Контрфорсы разделяют на отдельные пролеты не только боковые фасады, но и главный. Фасады имеют высокие шпилеобразные окна. Оформление контрфорсов в виде сложных ромбовидных композиций придаёт своеобразный вид главному фасаду.